# Николаос Ст. Хасос
Николаос Ст. Хасос (на гръцки: Νικόλαος Στ. Χάσος) е гръцки лекар и политик от влашки произход, кмет на Лерин.

## Биография
Роден е в 1892 година във влашкото леринско село Писодер, тогава в Османската империя. Учи медицина в Атинския университет, след което се връща и се установява в Лерин. При избухването на Балканската война в 1912 година се записва доброволец в Гръцката армия. След войните се занимава с политика и е привърженик на Народната партия, макар да има и близки приятели венизелисти като Георгиос Модис. В 1925 година се жени за Василики Сапундзи (Васила Сапунджиева), чийто баща Григор и братя Тего и Тома са венизелисти. Установява се в Сапунджиевата къща край Сакулева.
В 1934 година Николаос Хасос е избран за кмет на Лерин и за седем години преобразява града. На 25 март 1936 година е завършена и открита електрическата мрежа, която стартира през 1930 година при кмета Тего Сапаунджиев. Малко след 1934 година е завършена централната водопроводна мрежа. В 1939 година е открита общинската болница с помощта на битолчанката влахиня Елени Димитриу, заселена в Александрия, Египет. При кметуването на Хасос се откриват много нови улици и площади и се отварят общинските бани и общинският пазар. Обновено е кметството и е придобит парцелът, на който по-късно е издигнат Археологическият музей. В 1941 година, по време на окупацията, е основана Педагогическата академия. Със съдействието на номарха Константинос Бонис, с участието на патриоти от Лерин и инициативата на кмета е основано историческото сдружение „Аристотелис“.
При избухването на Итало-гръцката война, сутринта на 28 октомври 1940 година жандармерията започва масови арести на българоговорещи из леринските села. Кметът Хасос с помощта на Георгиос Модис се опитва да преустанови арестите.
След разгрома и окупацията на Гърция от Германия през април 1941 година и анексията на съседната Вардарска Македония от Царство България, в Лерин се проявяват пробългарски гласове и се явява възможност от българска окупация. Хасос организира общинския съвет, камарите, професионалните и научните сдружения, селскостопанските кооперации и председателите на някои кметства да подпишат декларация, че предпочитат италианска окупация:
| „ | Декларираме, че пред възможната българска окупация недвусмислено предпочитаме италианската окупация като гаранция срещу преследванията, потисничествата, грабежите, на които окупираните от България номи Сяр, Драма, Кавала, Ксанти, Родопи и Еврос вече са подложени. | “ |

Заедно с други двама власи - Георгиос Модис и Йоанис Мердзос се срещат с италианския генерал в Корча и го молят в Лерин да не влизат българи. Германците остават в Лерин, но задържат Хасос като заложник, гаранция, че в града ще се изпълняват заповедите им. На 8 ноември 1941 година той организира традиционното отбелязване на влизането на гръцки войски в града в 1912 година. В същата година основава Педагогическата академия и сдружението „Аристотелис“.
Умира на 9 април 1943 година. След смъртта му, в кабинета му е намерен изготвен от него списък с 644 „антигърци“ - жители на Лерин с негръцко национално съзнание, който е предаден на гръцките власти през април 1945 година.
Името му носи улица в Лерин.